# Desde el Taller
Desde el Taller es una antología de 2007 realizada por Sergio Gaut vel Hartman que recopila cuentos escritos por miembros de Taller 7.

## Origen del libro
El 6 de agosto de 2004 se inició un taller de escritura virtual que fue denominado Taller 7. Esta experiencia se desarrolla en una lista de Yahoo y la actividad consiste en leer, comentar y reescribir el material en función de la interacción de los participantes. El resultado de tal tarea ha sido la creación de ficciones que se publicaron en sitios web, antologías en papel y revistas. Los miembros del Taller 7 han intervenido en concursos y en algunos casos los han ganado o han obtenido menciones especiales. Recientemente una editorial de Buenos Aires dedicada a la difusión cultural, Ediciones Desde la Gente, aceptó una compilación de cuentos producidos en el taller y acaba de editar 8000 ejemplares.

## Fragmento del prólogo
Los cuentos que hemos reunido en este volumen fueron escritos por creadores que viven en diferentes países y que, no obstante, se ayudaron unos a otros a partir de su incorporación a un taller de escritura virtual. ¿En qué consiste esta experiencia? A partir de la coincidencia en revistas virtuales, foros y listas de afinidad, aspirantes a escritores y creadores más experimentados se reunieron para trabajar solidariamente en un mismo espacio. La consigna es ayudarse mutuamente para crecer en el plano artístico y personal. Éste es el producto de la tarea que emprendieron.
(Sergio Gaut vel Hartman)

## Ficha técnica
Desde el taller: nueva narrativa hispanoamericana
compilado por Sergio Gaut vel Hartman
1.ª edición
Desde la Gente, 2007.
128 pág.; 20x14 cm (Desde la Gente / Mario José Grabivker)
ISBN 978-950-860-203-9
http://www.imfc.coop

### Índice
- INTRODUCCIÓN -

- CUENTOS:

- - "La picazón" - Carlos Daniel Joaquín Vázquez;
  - "Pianista" - José María Tamparillas;
  - "Pulsante" - Ricardo Germán Giorno;
  - "Arreglo de desperfectos" - Sue Giacoman Vargas;
  - "Corazón de cartulina" - Germán Amatto;
  - "Souvenir" - Carlos A. Duarte Cano;
  - "Crónica de la masacre" - Claudio Amodeo;
  - "Cerrar los ojos" - Inmaculada Rumbau;
  - "Lo único que hacemos es desear" - Saurio;
  - "La concepción" - Eduardo M. Laens Aguiar;
  - "Ideas" - Judith Shapiro;
  - "El olor a orina" - Eduardo J. Carletti;
  - "Tierra calcinada" - José Vicente Ortuño;
  - "Las reglas por algo están" - Martín Cagliani;
  - "Hombre con oscuridad" - Juan Pablo Noroña;
  - "El llamado del fuego" - Damián Cés;
  - "El inocente y Abel" - Raquel Froilán García;
  - "Corte de ruta" - Claudio Biondino;
  - "El sonido seco del líquido" - Hernán Domínguez Nimo;
  - "El botón de avance" - Miguel Ángel López Muñoz;
  - "El círculo se cierra" - Sergio Gaut vel Hartman.